# Scopula inductata
Scopula inductata är en fjärilsart som beskrevs av Achille Guenée 1858. Scopula inductata ingår i släktet Scopula och familjen mätare. Inga underarter finns listade.

## Bildgalleri

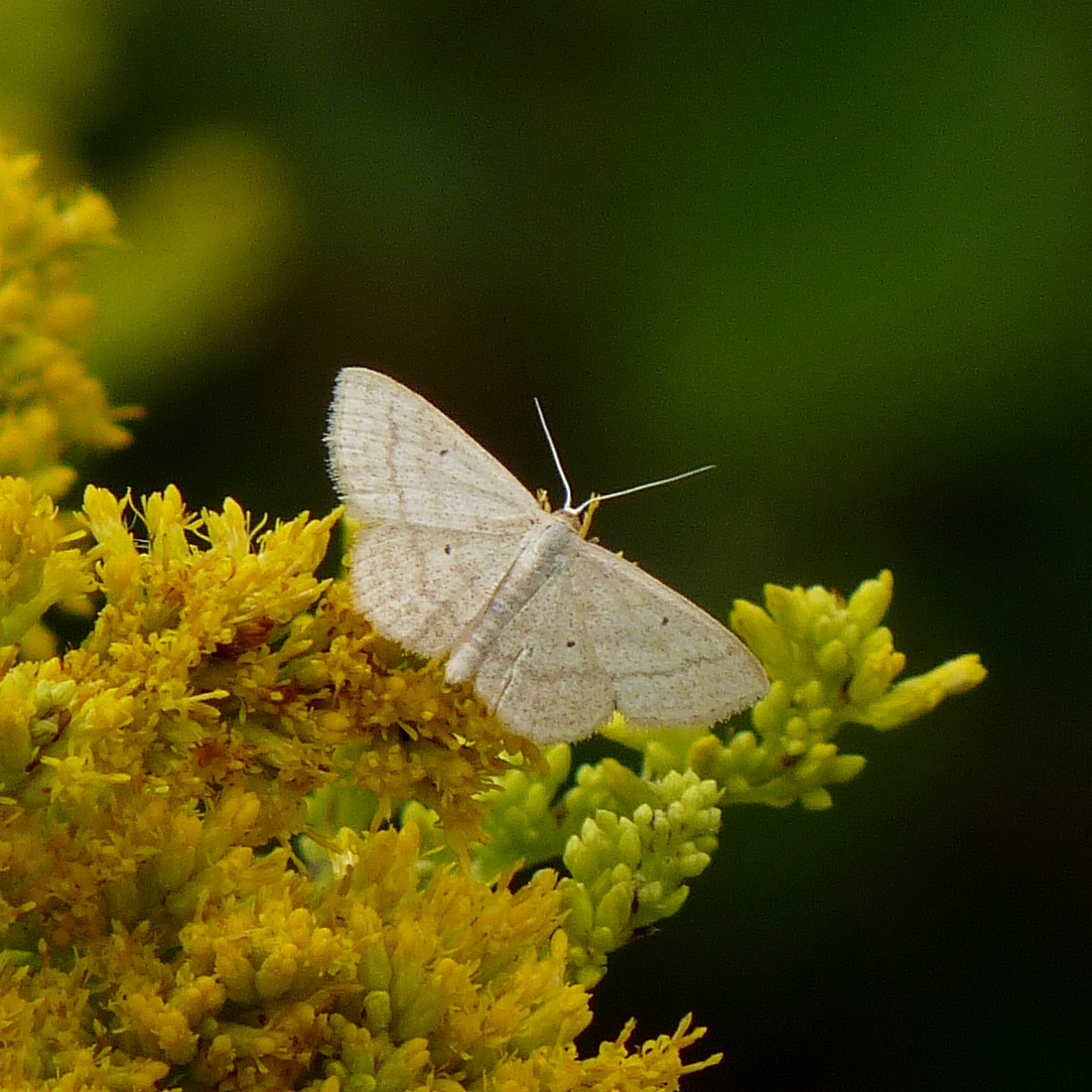